# أيافيري
أيافيري (بالإنجليزية: Ayaviri, Melgar)‏ هي مدينة، تتبع إقليم بونو، هي عاصمة Melgar province ‏، وAyaviri District, Melgar ‏.